# Noblesse italienne
La noblesse italienne (en italien : nobiltà italiana) désigne l'ensemble des familles nobles ou anoblies depuis le Moyen Âge dans les différents États souverains de la péninsule et des îles italiennes, et reconnues par le royaume d'Italie de sa fondation en 1861 à son abolition en 1946.
Depuis cette date et la proclamation de la République, la noblesse italienne n'a plus d'existence juridique. Les différents titres encore en usage ne le sont que par courtoisie et ne bénéficient d'aucune reconnaissance légale, à l'exception de certains titres accordés par la papauté.

## Histoire

### Des noblesses parallèles, issues des États italiens pré-unitaires

Carte de l'Italie en 1494.

Dans les années précédant le Risorgimento et l'unification en un seul royaume d'Italie en 1861, la péninsule est divisée en plusieurs États appelés États pré-unitaires :
- le royaume de Piémont-Sardaigne, dominé par la maison de Savoie
- le royaume des Deux-Siciles, formé en 1816 à partir des anciens royaumes de Naples et de Sicile, dont les souverains étaient issus de la maison de Bourbon-Siciles
- le royaume de Lombardie-Vénétie, dépendant de l'empire d'Autriche
- les États pontificaux, territoires sous l'autorité temporelle du pape
- les Provinces-Unies d'Italie centrale, État satellite formé en 1859 à partir des territoires :
  - du grand-duché de Toscane, lui-même héritier de l'ancienne république de Florence, et dominé à l'époque par la maison de Habsbourg-Lorraine
  - du duché de Modène et Reggio, dirigé par les ducs de la maison de Habsbourg-Este
  - du duché de Parme et Plaisance, dirigé par les ducs de la maison de Bourbon-Parme
  - de la partie septentrionale des États pontificaux, appelée Légations de Romagne

Cependant, au cours des siècles précédents, de très nombreuses entités étatiques s'étaient formées et avaient disparu dans la péninsule. On peut ainsi par exemple citer la seigneurie de Milan, le duché de Ferrare, la république de Sienne ou celle d'Ancône.
Depuis la Renaissance et jusqu'au XVIIIe siècle, l'Italie abrita donc une myriade de familles nobles, évoluant avec différentes réglementations, différentes traditions, et qui s'étaient hissées au sommet de la hiérarchie sociale par différents biais : fonctions judiciaires, politiques, religieuses, militaires ou commerciales.

### La parenthèse impériale: la noblesse du royaume napoléonien
Après la fondation du royaume d'Italie en 1805, plusieurs personnalités italiennes reçoivent un titre de noblesse concédé par Napoléon Ier. Il convient de distinguer les citoyens du Piémont et de Ligurie, qui dépendaient de l'empire français, et les sujets du royaume de Naples, État vassal et sous domination impériale. Afin de différencier ces titres italiens de ceux de l'empire, ceux-ci n'étaient pas suivi de la qualification de l'Empire, mais du Royaume (sous-entendu d'Italie).

### La noblesse dans le royaume d'Italie (1861-1946)

Les grandes armes du royaume d'Italie.

Le nouveau royaume d'Italie, après avoir uni les États italiens, chercha à unifier les noblesses en une aristocratie nationale et uniformisée. Cette tentative (dont le succès fut seulement partiel) passa par une législation nobiliaire, comportant notamment une réglementation autour de la succession masculine (quand bien même il était auparavant possible que d'anciens titres soient hérités en lignée matrilinéaire), mais également par une reconnaissance de la part du roi d'Italie de certains titres conférés par François II, ancien monarque des Deux-Siciles.
Malgré ces concessions à l'ordre ancien, lorsque Victor-Emmanuel II s'empare de Rome en 1870, plusieurs familles de la noblesse romaine choisissent de maintenir leur allégeance au souverain pontife : on les désigne sous le nom de noblesse noire (Nobiltà nera). Parmi ces familles on trouve notamment les Colonna, Orsini, Pallavicini, Borghèse, Odescalchi, et Boncompagni-Ludovisi.
Au-delà des noblesses préexistantes à leur royaume, les rois d'Italie anoblirent de nombreuses personnalités éminentes, souvent sur nomination du président du conseil et avec l'approbation de la couronne.
On trouve ainsi plusieurs titres de victoire, attribués à des militaires :
- Enrico Cialdini, titré duc de Gaète en 1870, en souvenir de son rôle pendant le siège de la ville
- Armando Diaz, titré duc de la Victoire en 1921, en souvenir de l'offensive menée à Vittorio Veneto
- Paolo Thaon di Revel, titré duc de la Mer en 1923, en souvenir de son commandement de la marine royale pendant la Première Guerre mondiale
- Gabriele D'Annunzio, écrivain et aviateur, titré prince de Montenevoso en 1924, en souvenir de l'entreprise de Fiume
- Cesare Maria de Vecchi, titré comte de Val Cismon en 1925, en souvenir de ses faits d'armes dans la vallée de Primiero en 1918
- Costanzo Ciano, titré comte de Cortellazzo en 1928 et de Buccari en 1942, en souvenir des actions navales menées à Cortellazzo et Buccari
- Luigi Rizzo, titré comte de Grado en 1932 et de Premuda en 1941, en souvenir de la défense de Grado et de l'attaque de Premuda
- Pietro Badoglio, titré duc d'Addis Abeba en 1936, en souvenir de la campagne d'Abyssinie
- Rodolfo Graziani, titré marquis de Neghelli en 1936, en souvenir de la campagne d'Abyssinie.

Sous Mussolini, plusieurs titres sont également attribués à des personnalités proches du parti fascite, comme :
- le physicien et inventeur Guglielmo Marconi, titré marquis Marconi en 1924
- le journaliste et homme politique Ettore Tolomei, titré comte de la Vetta en 1937
- l'homme politique Dino Grandi, titré comte de Mordano en 1937
- l'un des négociateurs des accords du Latran, Francesco Pacelli, titré de façon posthume prince Pacelli en 1939, lorsque son frère accéda au trône de Saint-Pierre sous le nom de Pie XII.

### L'abolition de la noblesse
En 1946, au terme d'un référendum, la monarchie est abolie et la république italienne est proclamée. Conformément à la constitution adoptée en 1948, les titres de noblesse, quoique toujours en usage, ne sont plus reconnus légalement. En 1967, un jugement a définitivement établi que la législation héraldique et nobiliaire du royaume d'Italie ne saurait être reconnue comme loi de la république.
Quelques qualifications ou prédicats reconnus avant 1922 peuvent subsister comme adjonctions aux patronymes dans certains documents légaux. Le titre du chef d'une famille noble est cependant toujours accordé à l'ensemble de ses descendants comme titres de courtoisie.
Par ailleurs, l'article 42 des accords du Latran de 1929 prévoit une reconnaissance par l'Italie de tous les titres créés par le pape non seulement avant cette date, mais également de tous les titres conférés à des citoyens italiens par le Saint-Siège à l'avenir.

## Hiérarchie nobiliaire italienne
| Italien                  | Italien            | Traduction                     | Traduction                         |
| Masculin                 | Féminin            | Masculin                       | Féminin                            |
| ------------------------ | ------------------ | ------------------------------ | ---------------------------------- |
| Re d'Italia              | Regina d'Italia    | Roi d'Italie                   | Reine d'Italie                     |
| Principe                 | Principessa        | Prince                         | Princesse                          |
| Duca                     | Duchessa           | Duc                            | Duchesse                           |
| Marchese                 | Marchesa           | Marquis                        | Marquise                           |
| Conte                    | Contessa           | Comte                          | Comtesse                           |
| Visconte                 | Viscontessa        | Vicomte (titre rare en Italie) | Vicomtesse                         |
| Barone                   | Baronessa          | Baron                          | Baronne                            |
| Signore                  | Signora            | Seigneur (Sardaigne et Sicile) | Seigneuresse (Sardaigne et Sicile) |
| Nobile, Nobiluomo        | Nobile, Nobildonna | Gentilhomme                    | Noble dame                         |
| Patrizio                 | Patrizia           | Patricien                      | Patricienne                        |
| Cavaliere ereditario (*) | Dama               | Chevalier héréditaire          | Dame                               |

(*) À la suite de l'unification du Royaume d'Italie en 1861, le Conseil héraldique italien (Consulta Araldica) redéfinie ses statuts et enregistre le titre de chevalier héréditaire (Cavaliere ereditario) comme le plus bas de la hiérarchie des titres de noblesse italiens. Ce titre est placé à un rang immédiatement inférieur à celui de « gentilhomme » ou « noble héréditaire » (Nobile /Nob.) et placé à un rang équivalent au titre de patricien (Patrizio). En revanche, dans certains pays de l'ancien Saint-Empire romain germanique (à savoir, les États d'Allemagne du Sud ainsi que l'Autriche, la Hongrie, la Bohême, les anciens Pays-Bas et la Lorraine), le chevalier héréditaire (Ritter /Ridder, un titre spécifique à ces territoires) se situe à un rang immédiatement supérieur à celui du noble héréditaire titré (Edler, un titre spécifique aux États d'Allemagne du Sud et à l'Autriche) [ainsi qu'à un rang immédiatement supérieur à celui de l'écuyer aux Pays-Bas (Jonkheer) et à celui du noble héréditaire sans titre (portant la simple particule von) dans l'ensemble des États germaniques], mais à un rang immédiatement inférieur – et universellement – à celui du baron (Freiherr).

## Les noblesses italiennes

### Noblesse des Deux-Siciles
Malgré la partition survenue en 1282 après les Vêpres siciliennes, le royaume fondé en 1130 par Roger II de Hauteville sous le nom de royaume de Sicile, a longtemps compris la partie ultérieurement désignée sous le nom de royaume de Naples. Lorsqu'ils sont distincts l'un de l'autre, on parle des :
- Regnum Siciliae ultra Pharum, c'est-à-dire « royaume de Sicile au-delà du Phare », « Sicile ultérieure » ou « Sicile insulaire » pour le royaume de Sicile
- Regnum Siciliae citra Pharum, c'est-à-dire « royaume de Sicile en-deçà du Phare », « Sicile citérieure » ou « Sicile péninsulaire » pour le royaume de Naples.

Ces royaumes ne seront formellement réunis sous le nom de royaume des Deux-Siciles qu'en 1816, à l'initiative du roi Ferdinand Ier.

#### La Sicile médiévale

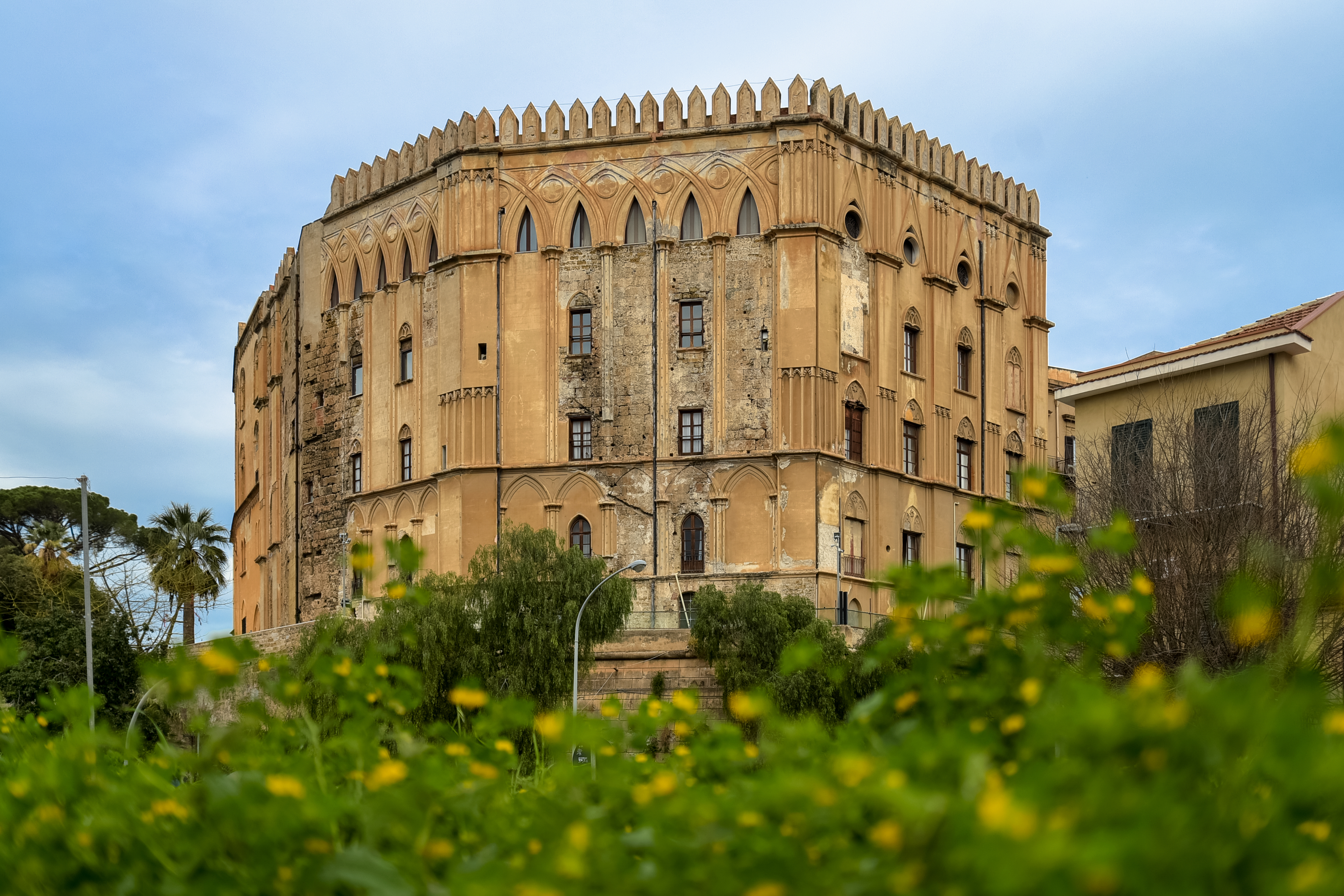
Le palais des Normands, siège du pouvoir royal à Palerme.

Romains, Byzantins et Sarrasins importèrent tour à tour différents éléments de leurs structures aristocratiques en Sicile, mais ce n'est cependant qu'avec la conquête normande entamée en 1061, que la noblesse sicilienne et son système féodal s'ancrèrent dans ces territoires. Les différentes puissances qui régnèrent par la suite sur ce royaume (Normands, Souabes, Angevins, Aragonais, Espagnols, Français...), introduisirent certaines particularités et traditions dans les lignages nobiliaires.

##### Sous domination normande
Les chevaliers normands ayant pris part à la conquête furent récompensés de leur loyauté et de leurs services militaires par Roger Ier de Hauteville, qui leur octroya des domaines. Dès le début du XIIe siècle, le Catalogus Baronum (peut-être modelé sur le dîwân al-majlis, un document des Fatimides) recense les vassaux normands de la région, leurs possessions, leurs droits et devoirs féodaux. Cette noblesse implantée en Italie méridionale et en Sicile se heurte et se mêle à une population autochtone, certes majoritaire mais comprenant de nombreux groupes humains, d'origines, de cultures et de religions diverses : Grecs, Byzantins, Lombards d'Italie méridionale (la Langobardia Minor), Arabo-berbères (en Sicile), Chrétiens (Catholiques et Orthodoxes), Juifs, Musulmans, etc. Plusieurs familles se lient ainsi à des lignages de vieille noblesse lombarde, issus du duché de Bénévent et des principautés de Salerne et de Capoue, ainsi qu'avec la famille ducale de Naples (d'origine grecque).
Sous la domination normande, le titre de seigneur (signore) correspondait au plus haut rang de la noblesse. Si la baronnie est fréquemment mentionnée en Sicile dès le XIVe siècle, ce n'est qu'au XIXe siècle que ces signori sont formellement élevés au rang de baron. Au fil des siècles, les familles de l'aristocratie sicilienne obtinrent des titres plus prestigieux. Au XVIIIe siècle, il est courant de constater que de nombreuses maisons princières, ducales ou marquisales siciliennes sont les lignées des premières familles de seigneurs ou de barons siciliens. Les titres de comte et de chevalier sont également en usage dans la noblesse sicilienne.
Si certaines familles adoptèrent les principes de succession lombards (division du patrimoine entre les héritiers mâles), la plupart de ces lignages pratiquèrent la primogéniture masculine, coutume franque, qui permit aux domaines d'être préservés dans leur intégrité à travers les siècles. Parmi ces familles d'origine normande, on trouve les Chiaromonte, les Gravina, les Guarini, les Montaperto ou les Sanseverino.

##### Des Souabes aux Angevins
Turbulente envers le pouvoir royal, la noblesse normande survit à l'extinction de la maison de Hauteville, mais est durement réprimée dans les années 1190, au moment où la maison de Hohenstaufen s'empare du pouvoir (nombreux massacres sous le règne d'Henri le Cruel). Bon nombre de ces familles se soumettent aux nouveaux maîtres souabes, conservant ainsi leurs biens, à l'image des Filangieri, des Della Marra ou encore des Sanframondo.

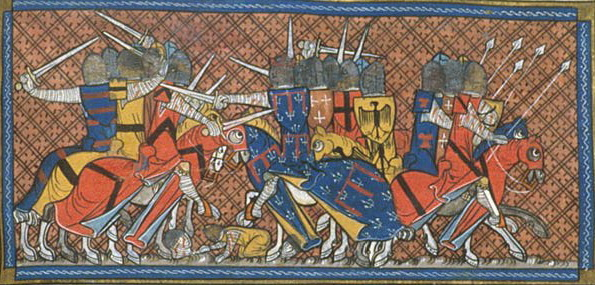
Les chevaliers de Charles d'Anjou à la bataille de Bénévent, en 1266.

Lors de la conquête angevine, plusieurs nobles français et provençaux accompagnent Charles d'Anjou à Naples et en Sicile. Investi en 1265 de la couronne, Charles s'entoure d'une cour et d'un gouvernement francisés, réorganise les structures politiques, économiques et sociales du royaume, et applique un système féodal sur le modèle français, centré sur l'aristocratie et la seigneurie. On assiste ainsi à des inféodations et à des mutations de bénéficiaires des fiefs au profit des chevaliers français. Cette situation, associée à la pression fiscale et à une administration rigoureuse, conduira aux Vêpres siciliennes, à la libération de la tutelle angevine des Siciliens et à la partition du royaume.
Toutefois, Charles favorise l'implantation et l'enracinement des chevaliers provençaux dans son royaume, particulièrement dans le Mezzogiorno. Outre les mariages avec des Italiennes, le pouvoir royal facilite les déclarations de décès, les enquêtes et recherches d'héritiers, la reprise momentanée du fief par l'administration, l'inventaire des richesses, le renforcement des titres de propriété, la pratique successorale de la primogéniture... Parmi les lignées d'origine française s'étant établies en Italie méridionale sous les Angevins, on trouve les d'Artus, les Caldora, les Del Balzo (maison des Baux), les della Gatta, les della Leonessa, le de' Monti, les Ponziaco ou encore les Stendardo (famille L'Estendart).

#### Autres noblesses
| Nom de famille     | Armoiries                               |
| ------------------ | --------------------------------------- |
| Blanchetti         | Armes de la famille Blanchetti.         |
| Cossa              |                                         |
| Pignatelli         |                                         |
| Schiano-Lomoriello | Armes de la famille Schiano-Lomoriello. |

### Noblesse florentine
La noblesse florentine désigne à la fois la noblesse présente et issue de la ville de Florence,  comme du grand-duché de Toscane.
La classe sociale nobiliaire est réorganisée le 31 juillet 1751 par une loi promulguée à Vienne, la Toscane étant en effet passée quelques années plus tôt sous l'égide de l'empire d'Autriche. Sur la base des principes d'admission dans l'Ordre de Saint-Étienne, pape et martyr, principal ordre honorifique toscan, il est établi que la qualité de noble peut être réclamée par toutes les familles possédant un fief, appartenant à un ordre nobiliaire, titulaire d'un diplôme de noblesse ou encore comptant parmi leurs ancêtres un membre ayant exercé la charge de gonfalonnier, titre du chef d'un gouvernement, dans une des patries nobles de Toscane (c'est-à-dire dans les villes de Florence, de Sienne, de Pise, de Pistoia, d'Arezzo, de Volterra, de Cortone, de Sansepolcro, de Montepulciano, de Colle di Val d'Elsa, de San Miniato, de Prato, de Livourne ou de Pescia).
La noblesse florentine se sépare alors entre la classe des patriciens (familles reconnues nobles avant 1532, appartenant à l'Ordre de Saint-Étienne, pape et martyr et résidant dans une des patries nobles) et la classe des nobles simples (petite noblesse, sénateurs ou commandeurs). Au total, 267 familles appartiennent à la noblesse florentine parmi lesquels on retrouve par exemple la famille Bonaparte dont descend l'empereur Napoléon Ier ou encore la famille Benso dont descend Camillo Cavour, considéré comme le « Père de la patrie italienne ».

Bannière du grand-duché de Toscane sous le règne des Médicis.
Bannière du grand-duché de Toscane sous le règne des Habsbourg-Lorraine.

#### Familles nobles florentines
Sur les 267 familles de la noblesse florentines ne sont citées ici que certaines des familles référencées sur Wikipédia.
| A - Acciaiuoli - Alberti - Albizzi - Aldobrandini - Alessandri - Alidosi - Alighieri - Altoviti B - Barberini - Bardi - Bini - Bonaparte - Borghese - Brandolin C - Capponi - Cavalcanti - Corbizzi - Corsini D - Demidoff F - Frescobaldi G - Gadagni - Galilei - Gerini - Della Gherardesca | G (suite) - Gherardini - Gondi - Guidi L - Latini M - Médicis N - Nobili de Montepulciano P - Pazzi - Peruzzi - Poniatowski - Pucci R - Riccardi - Ridolfi - Rucellai - Ruffo di Calabria S - Salviati - Soderini - Strozzi T - Taddei V - Valori - Vecchietti |

### Noblesse milanaise

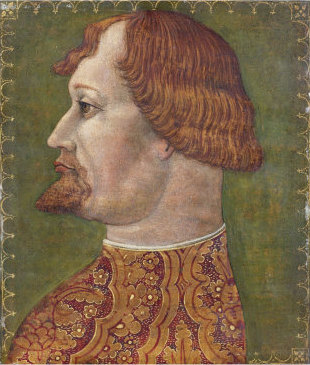
Jean Galéas Visconti, premier duc de Milan.

À Milan, le premier registre de lignées nobles est le « Matricula nobilium familiarum Mediolani », constitué par Ottone Visconti et daté du 20 avril 1377. N'y sont cependant inscrites que les nobles familles milanaises ayant soutenu la maison Visconti dans sa conquête du pouvoir : il s'agit donc d'une liste politique, permettant d'établir quelles sont les familles les plus loyales à leur autorité.
À partir du 5 septembre 1395 et l'érection de la seigneurie en duché de Milan, les Visconti obtiennent pleinement le droit d'accorder la noblesse. Ceux-ci, puis leurs successeurs de la maison Sforza, favorisèrent le développement d'une noblesse urbaine, au service du pouvoir ducal et de sa puissance militaire. Les familles nobles de cette époque jouèrent un rôle fondamental dans le système politique du duché, sans jamais parvenir à affaiblir l'autorité du souverain.
La plupart des familles patriciennes milanaises remontent à cette période ducale : au cours des siècles suivants, une distinction s'établira entre la noblesse accordée par les ducs de Milan et celle concédée par les puissances étrangères dominant la cité (France, Espagne et Autriche).

### Noblesse pontificale

#### Familles princières romaines
Ne sont citées ici que les familles de la noblesse pontificale romaine possédant un titre de prince ou de duc (plusieurs de ses familles font aussi partie de la noblesse florentine, de la noblesse milanaise et de la noblesse napolitaine).
| A - Prince Aldobrandini - Prince Altemps - Prince Altieri B - Prince Barberini - Duc Barberini de Castelvecchio - Prince Bonaparte - Prince Boncompagni Ludovisi - Duc Bonelli - Prince Borghese - Duc Braschi C - Duc Caetani - Duc Caffarelli - Duc Cesarini - Prince Chigi - Prince Colonna de Paliano - Prince Colonna de Sciarra - Prince Conti - Prince Corsini D - Prince Doria - Prince Del Drago-Gentili - Prince Della Rovere F - Prince Fontana G - Prince Gabrielli - Duc Grazioli | L - Prince Lante - Duc puis Prince Luzza M - Prince Magnabosco - Prince Massimo - Duc Massimo - Prince Mattei O - Prince Odescalchi - Prince Orsini - Duc puis Prince Ottoboni P - Prince Pallavicino R - Prince Rospigliosi - Prince Ruspoli S - Duc Salviati - Prince Santacroce - Prince Sforza - Prince Spada - Prince Strozzi T - Prince Torlonia - Duc Torlonia V - Duc puis Prince Veneto - Prince Visconti |

À ces familles s'ajoutent des princes de la noblesse romaine qui n'ont pas obtenu leurs titres princiers du pape mais qui sont tout de même très proche du pouvoir pontifical (en donnant plusieurs cardinaux et en appartenant au patriciat romain) : les Sforza Cesarini, les Giustiniani, les Lancellotti et les Cenci Bolognetti (dont était issu le pape Jean X).

### Noblesse des républiques maritimes

#### Le patriciat génois
Dès les XIIIe et XIVe siècles, en réponse aux difficultés économiques rencontrées par la république génoise, se reconstituent le modèle de la compagna et de l'albergo. Ce dernier était une maison dans laquelle des membres de la compagna devaient descendre et être présents un certain temps dans l'année pour tenir leurs engagements. Les familles qui entraient dans un albergo prenaient souvent le nom de celui-ci qui était issu de la plus puissante famille comme les Grimaldi ou les Doria.
Au cours du XVIe siècle, après la révolte anti-française de 1528 déclenchée par Andrea Doria et soutenue par l'Espagne de Charles Quint, la république entrepris une série de réformes constitutionnelles (lois de 1528, 1548 et 1575) établissant un régime aristocratique qui devait durer jusqu'en 1797. Dès la réforme de 1528, l'appartenance à un albergo devint obligatoire. Dans les faits, les alberghi deviennent ainsi de véritables registres de noblesse reconnus par le gouvernement du doge. Les grandes familles de la noblesse génoise sont sommées de s'agréger en 28 alberghi qui seront seules à pouvoir exercer les charges du gouvernement : ces nouvelles entités ne sont donc plus des rassemblements de familles volontaires mais des divisions politiques de droit public.
Cette réglementation est cependant de courte durée : le 10 mars 1576, de nouvelles lois sont publiées dans l'église Santa Croce de Gênes. Celles-ci abolissent les alberghi : les familles nobles reprennent leur nom original et s'inscrivent au Libro d'oro de la noblesse, (Liber aureus nobilitatis Janue) demandé par Andrea Doria dès 1528.

#### Le patriciat vénitien
La Sérénissime subdivisait la société vénitienne en trois catégories : les patriciens qui occupaient le sommet de la hiérarchie, les citoyens et les étrangers. Les membres de l'aristocratie dirigeant la république portaient le titre de patrizio, qui était accolé au nom sous la forme N.H. (Nobil Homo), ou N.D. (Nobildonna). Porter le titre de patricien vénitien était un grand honneur et plusieurs souverains et princes européens, ainsi que des familles nobles étrangères, réclamèrent et obtinrent ce prestigieux titre.

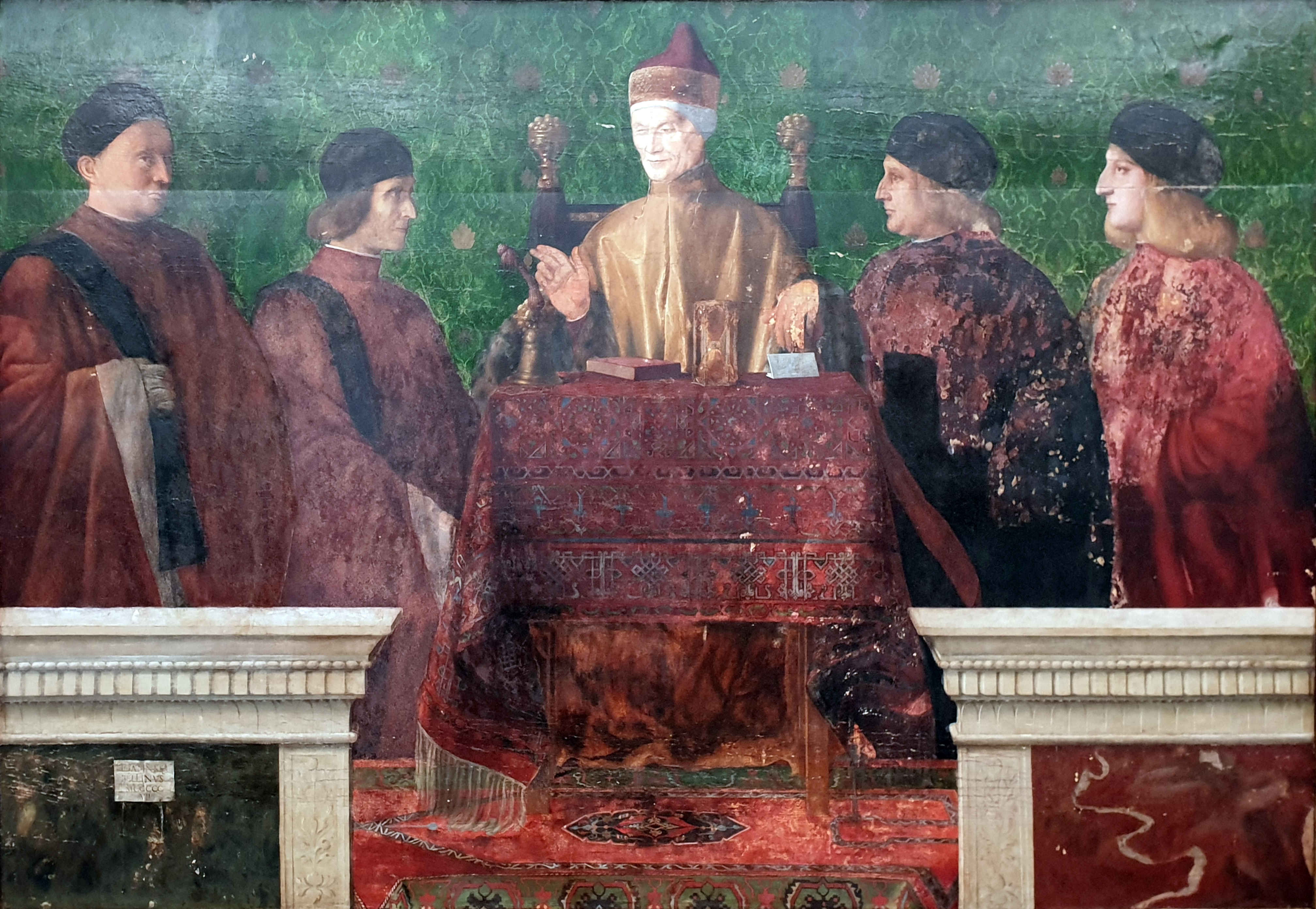
Le doge Leonardo Loredan et quatre de ses fils, peints par Giovanni Bellini.

Les familles de la noblesse se sont d'abord distinguées en Case vecchie (« maisons anciennes ») et Case nuove (« maisons nouvelles »), les premières étant traditionnellement reconnues pour avoir élu le premier doge en l'an 697. Les Case nuove n'en étaient pas moins d'importance, et plusieurs d'entre elles eurent une influence majeure sur l'histoire de la république. Les familles se subdivisaient également en d'autres catégories :
- les « maisons ducales », ayant donné un doge à la république,
- les « maisons les plus nouvelles » (Case nuovissime),
- les « maisons d'argent », souvent de très prospères lignées de propriétaires terriens ou bourgeois, enrichies par le commerce,
- les patriciens non-vénitiens.

Bien qu'il y ait eu un grand nombre de familles nobles à travers les territoires sous domination vénitienne, la république demeurait dans les faits dirigée par une oligarchie d'environ 20 à 30 familles établies dans la cité des doges : celles-ci prenaient part aux élections, tenaient les offices politiques et militaires, et gouvernaient l'État. Il s'agissait principalement de famille marchandes, tirant l'essentiel de leur immense fortune du négoce avec l'Orient. Parmi elles on peut notamment citer : les Contarini, les Cornaro, les Dandolo, les Giustiniani, les Loredan, les Mocenigo, les Morosini et les Venier.

## Galerie

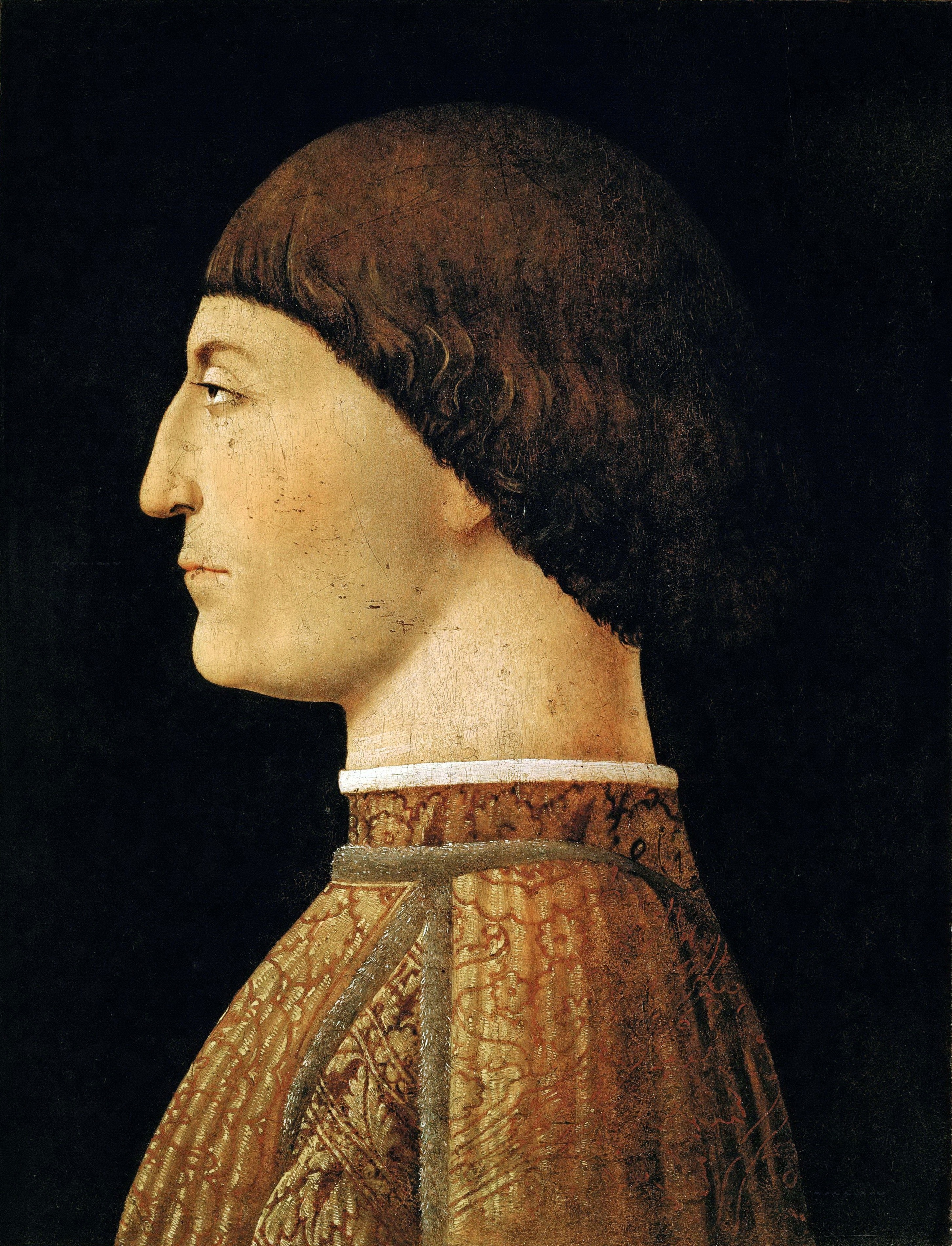
Sigismond Malatesta, seigneur de Rimini (1417-1468)
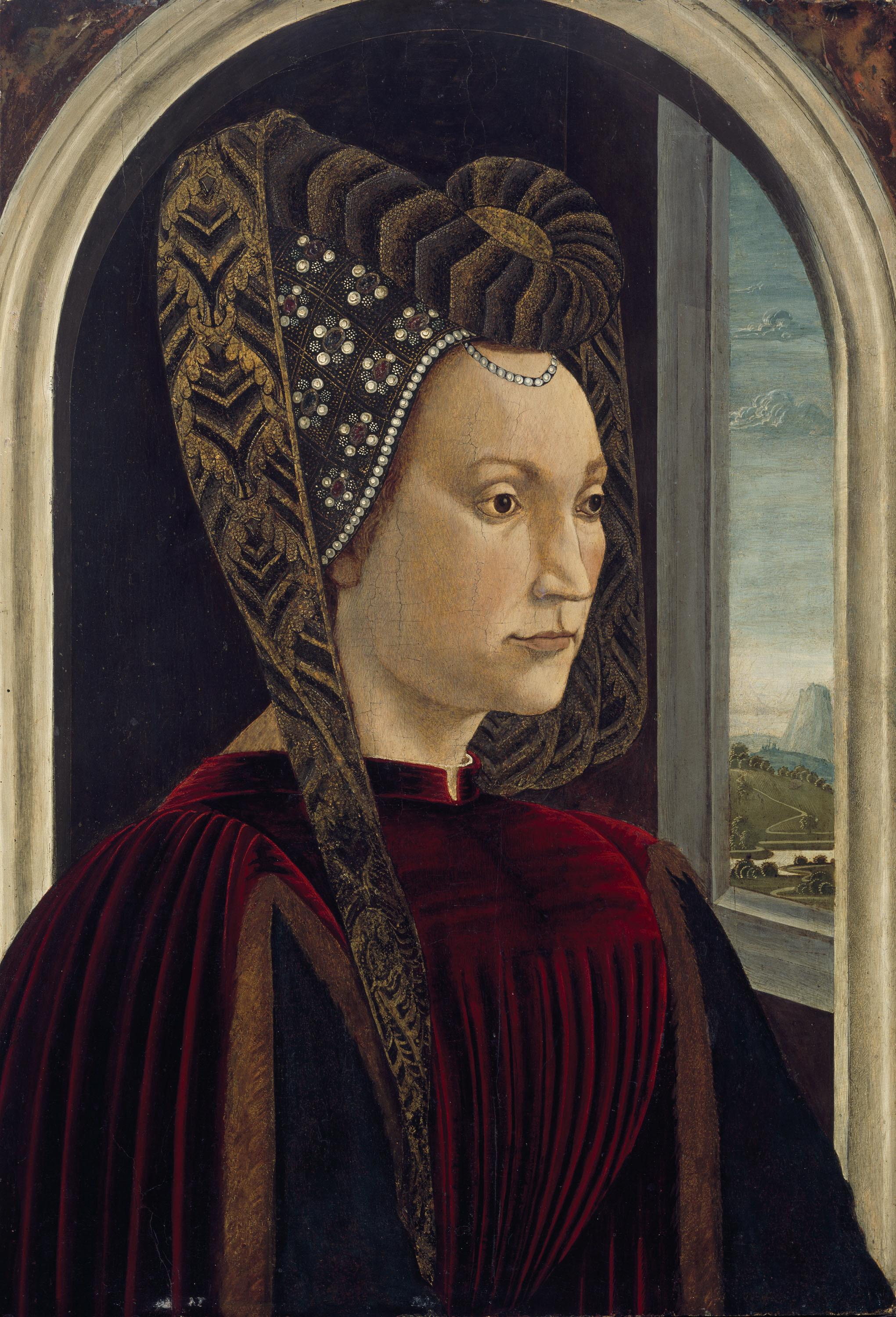
Clarisse Orsini (1450-1488)
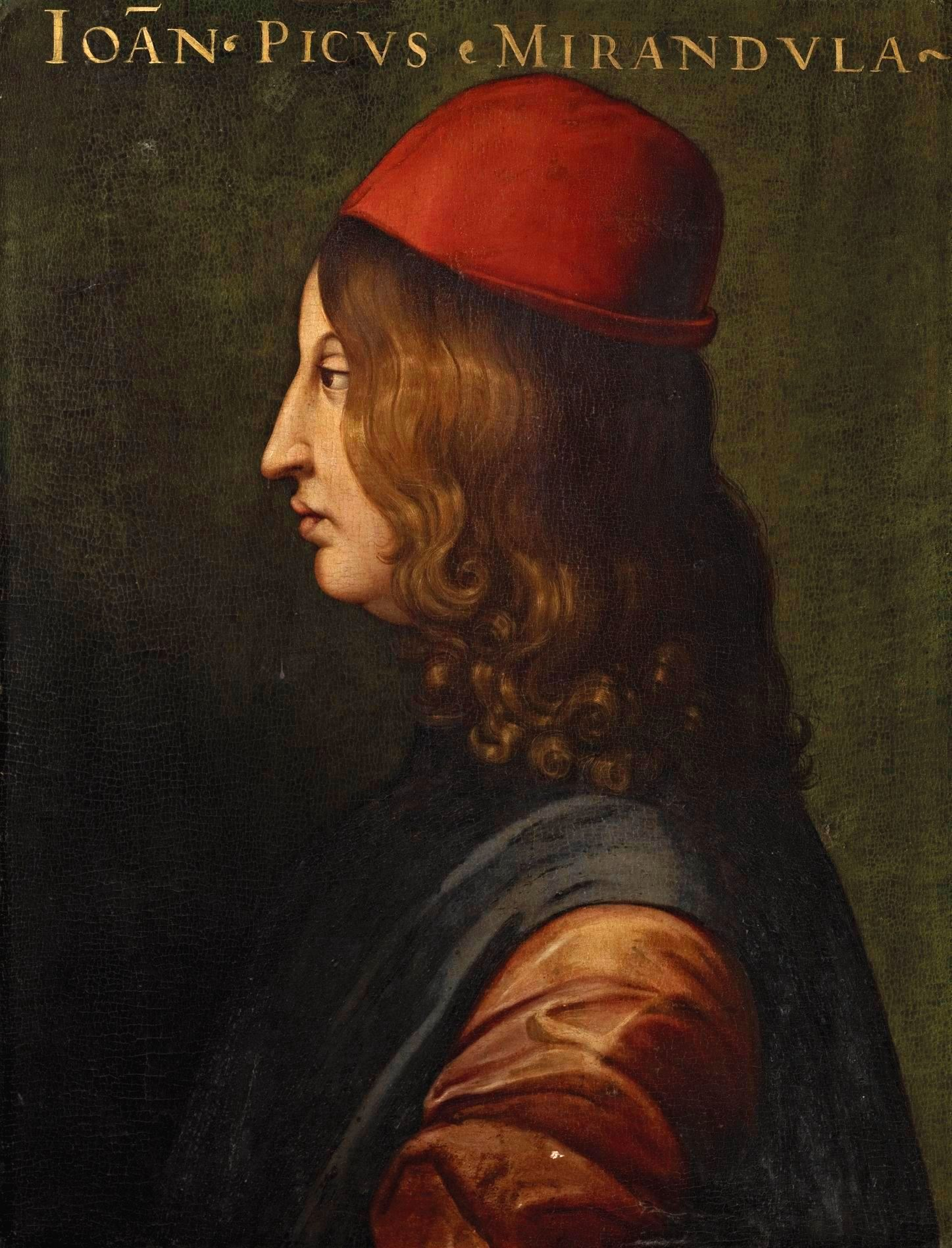
Le comte Jean Pic de la Mirandole (1463-1494)
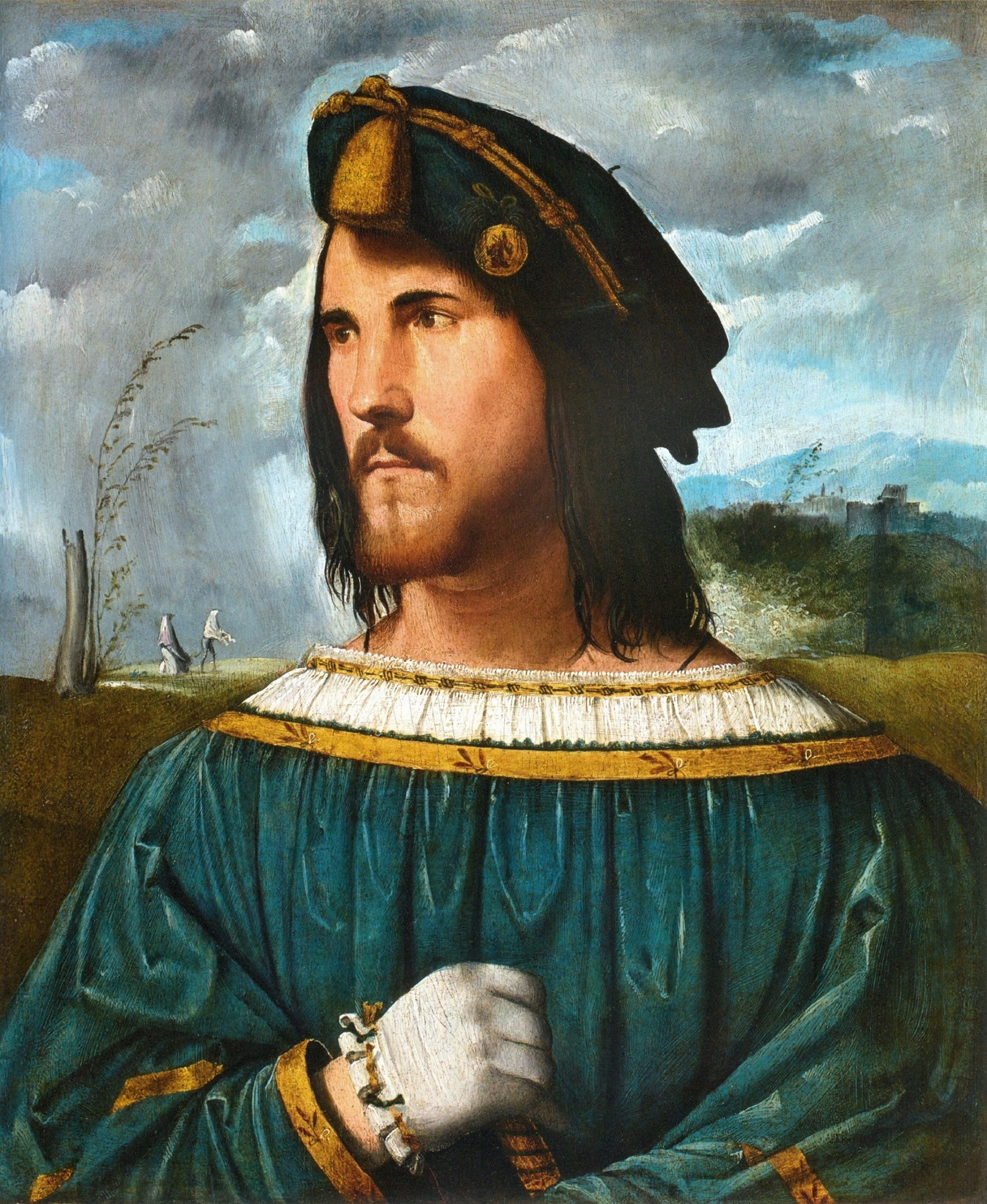
César Borgia, duc de Valentinois (1476-1507)
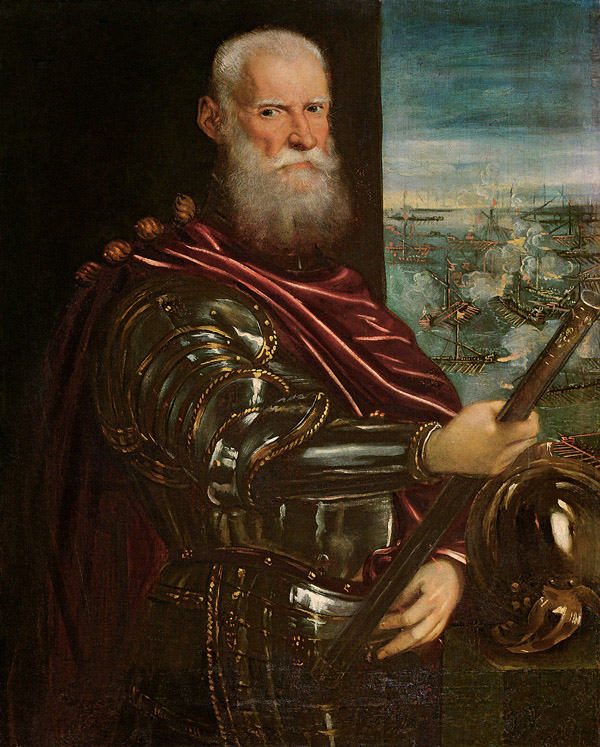
Sebastiano Venier, doge de Venise (1496-1578)
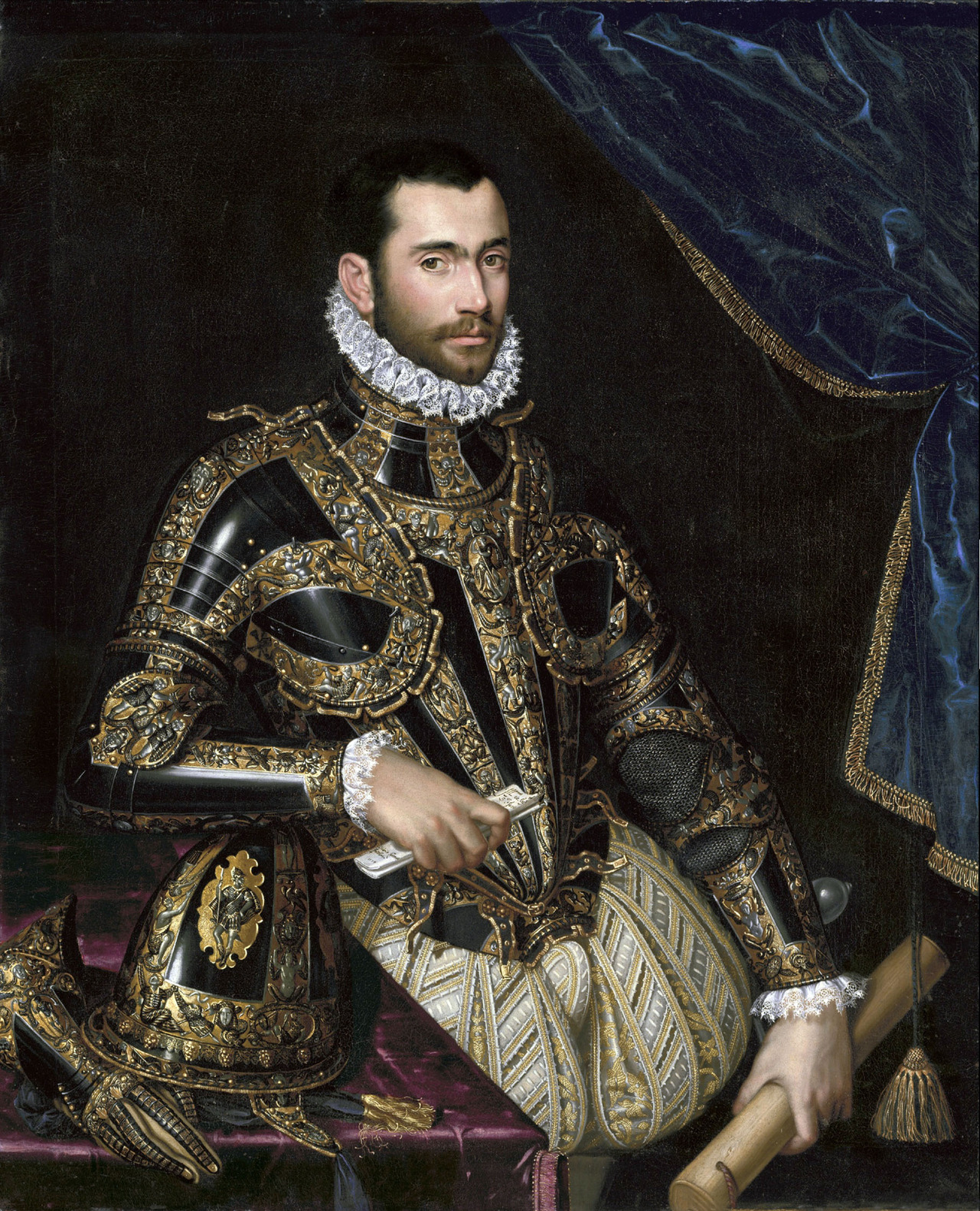
Giacomo Boncompagni, duc de Sora (1548-1612)
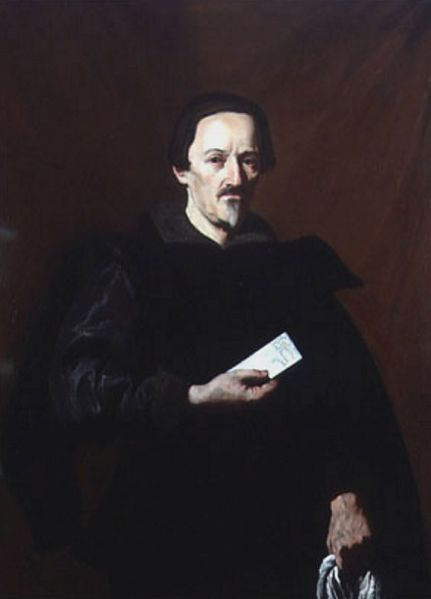
Le marquis Vincenzo Giustiniani (1564-1637)
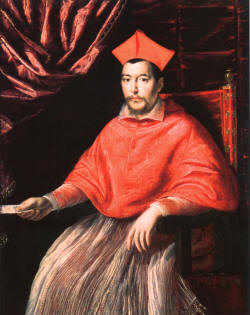
Le cardinal Pietro Aldobrandini (1571-1621)
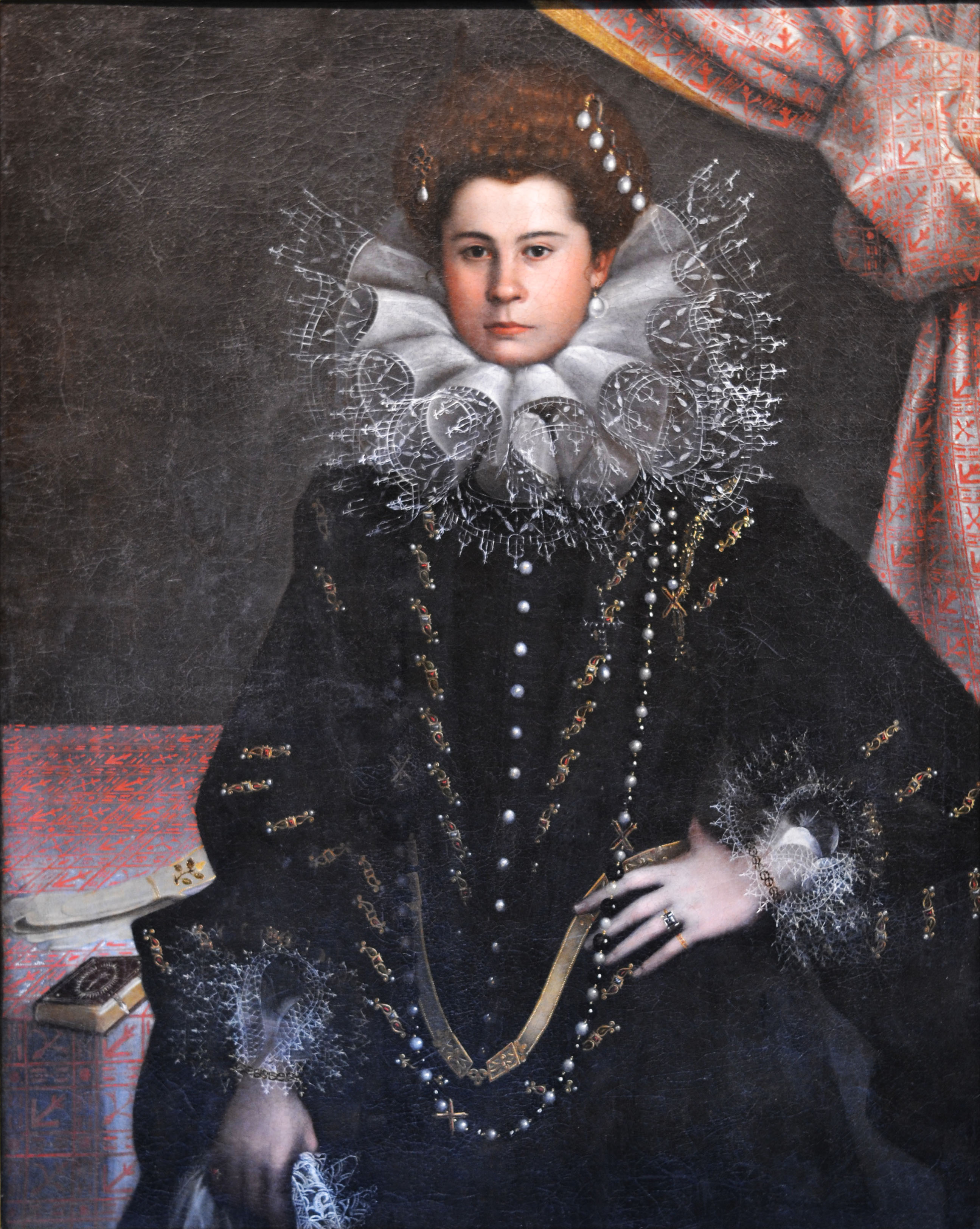
Livia della Rovere, duchesse d'Urbino (1585-1641)
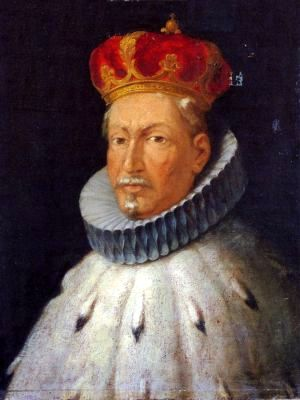
Alessandro Spinola, doge de Gênes (1589-1665)
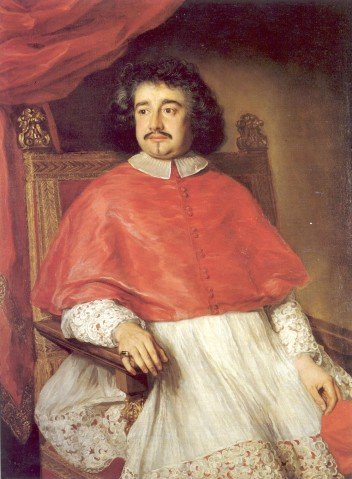
Le cardinal Flavio Chigi, duc d'Ariccia (1631-1693)
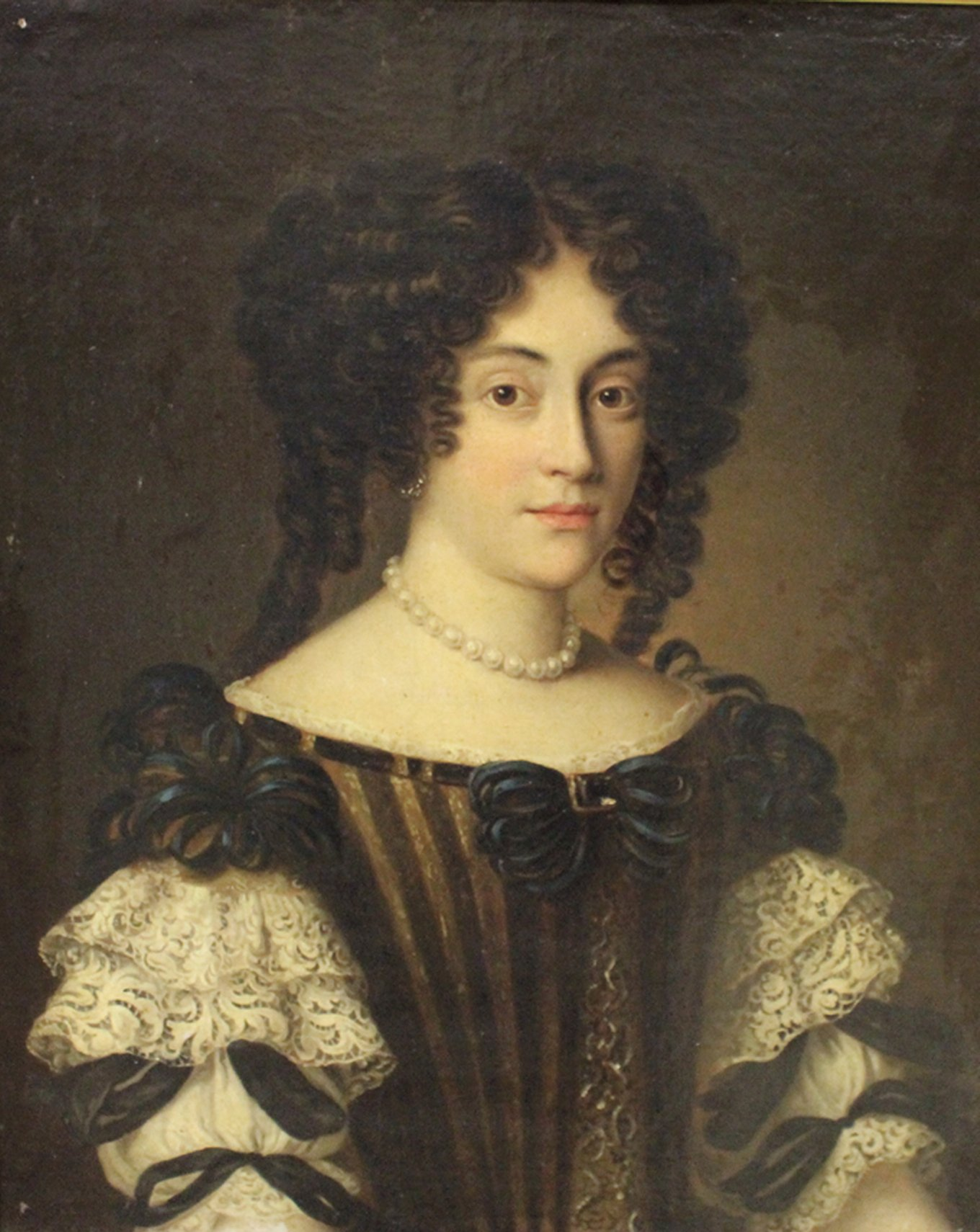
Marie Mancini, princesse Colonna (1639-1715)
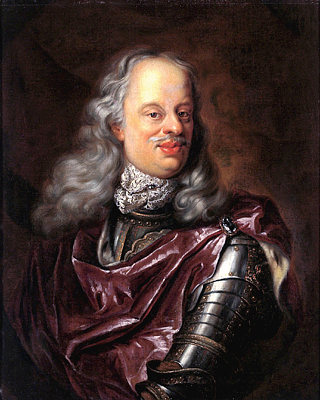
Cosme III de Médicis, grand-duc de Toscane (1642-1723)
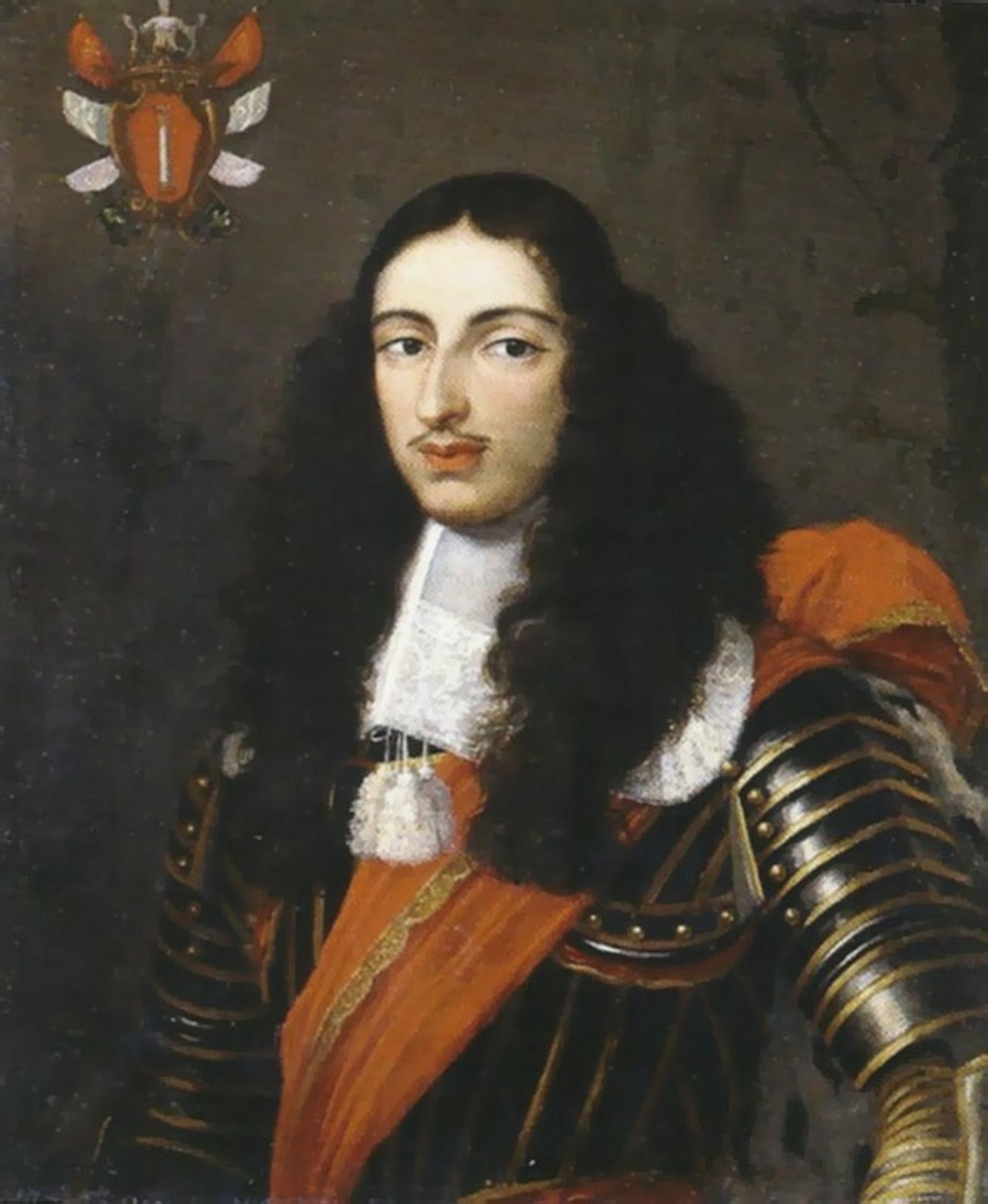
Filippo Colonna, prince de Paliano (1663-1714)
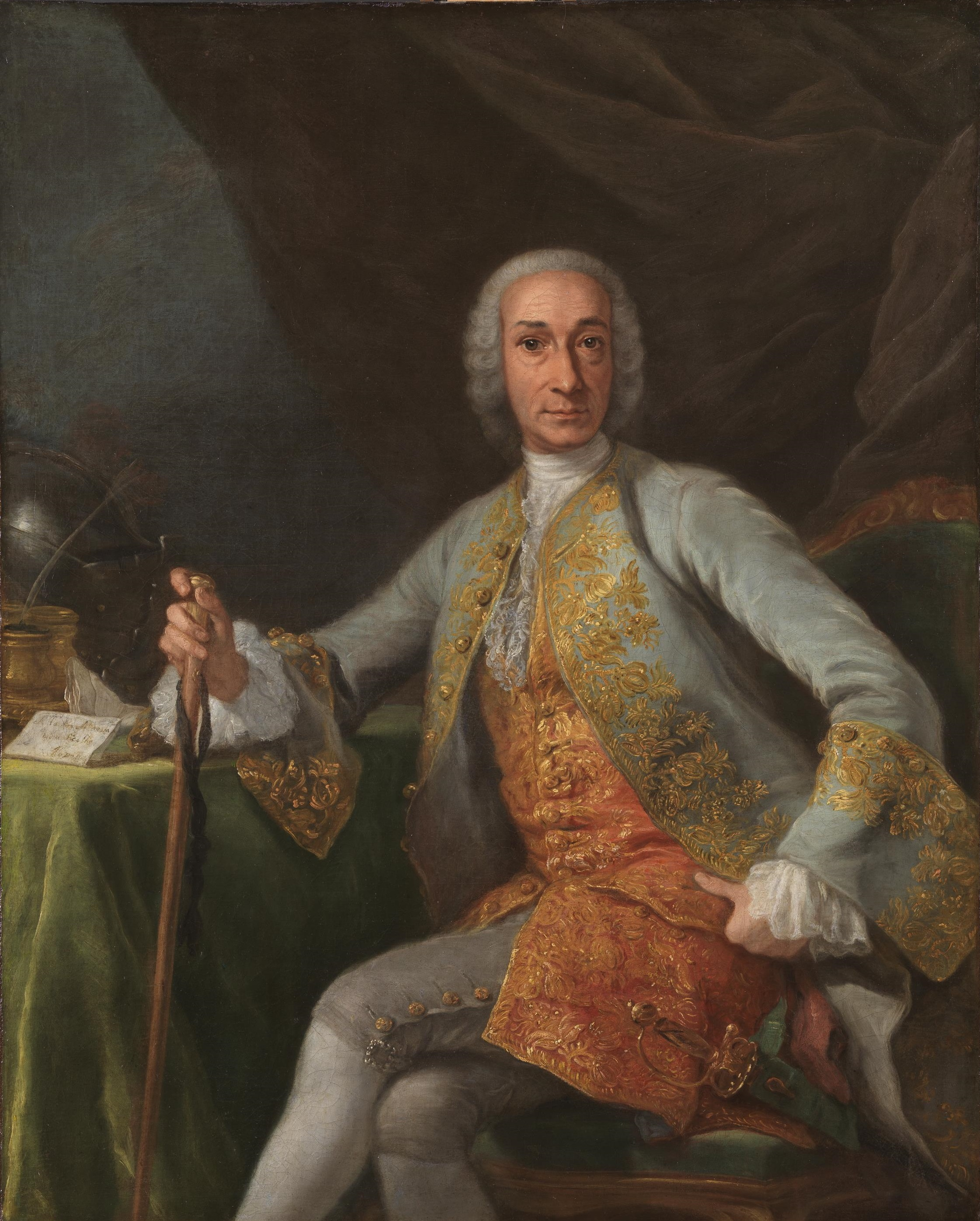
Leopoldo de Gregorio, marquis de Squillace (1699-1785)
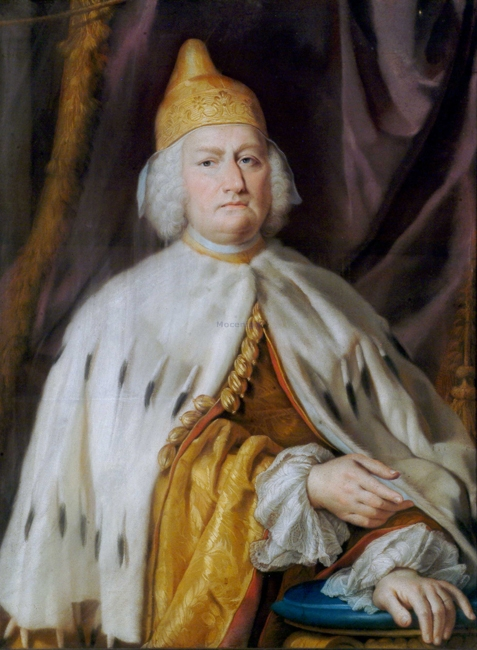
Alvise Giovanni Mocenigo, doge de Venise (1701-1778)
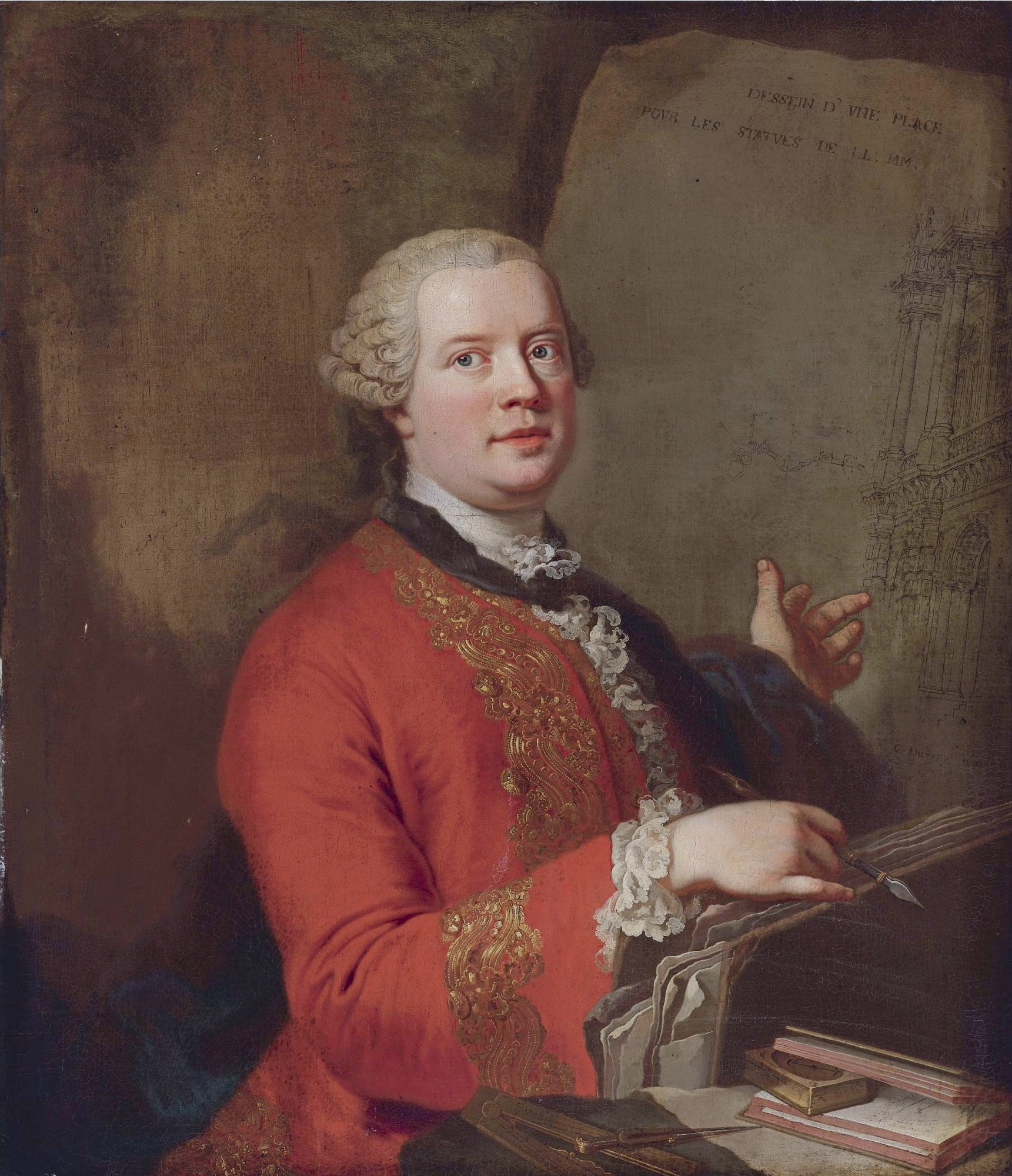
Le comte Giacomo Durazzo (1717-1794)
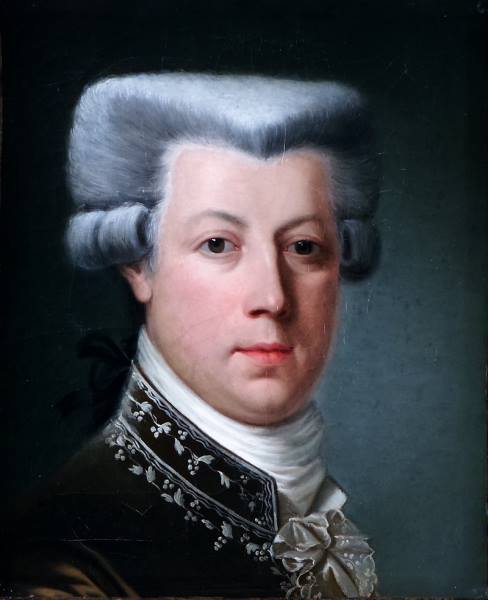
Luigi Braschi-Onesti, prince de Nemi (1745-1816)
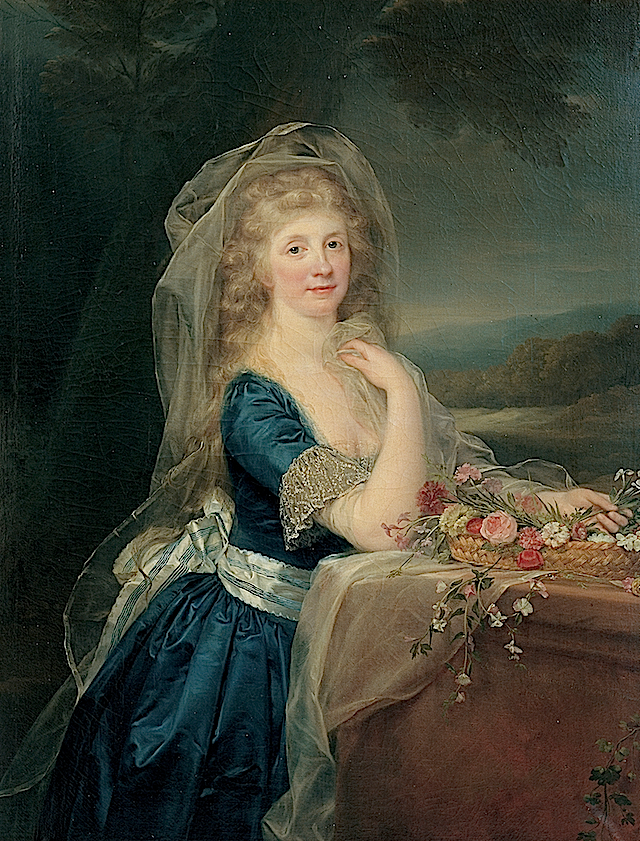
Anna Pieri Brignole Sale (1765-1815)
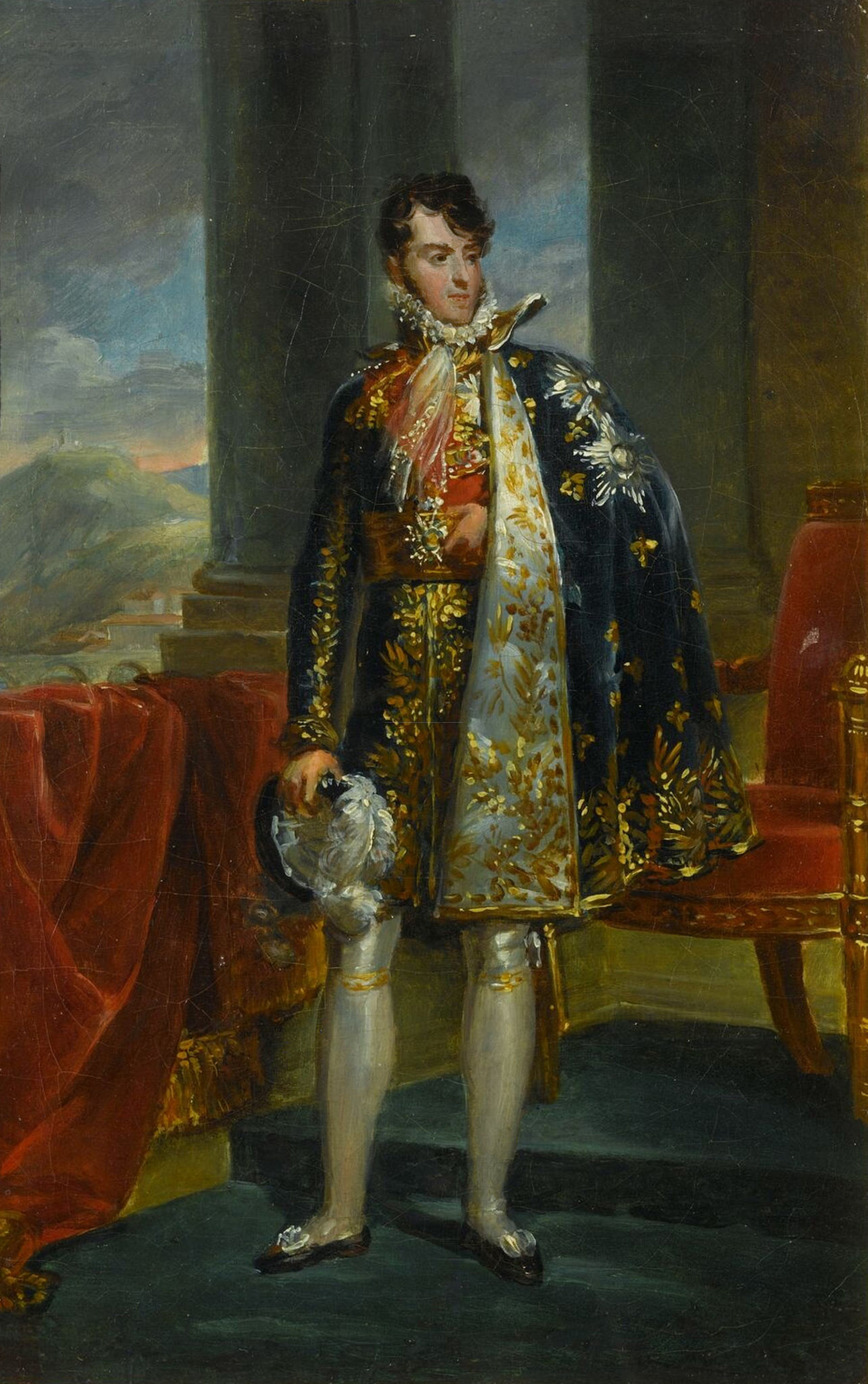
Camille Borghèse, prince de Sulmona (1775-1832)
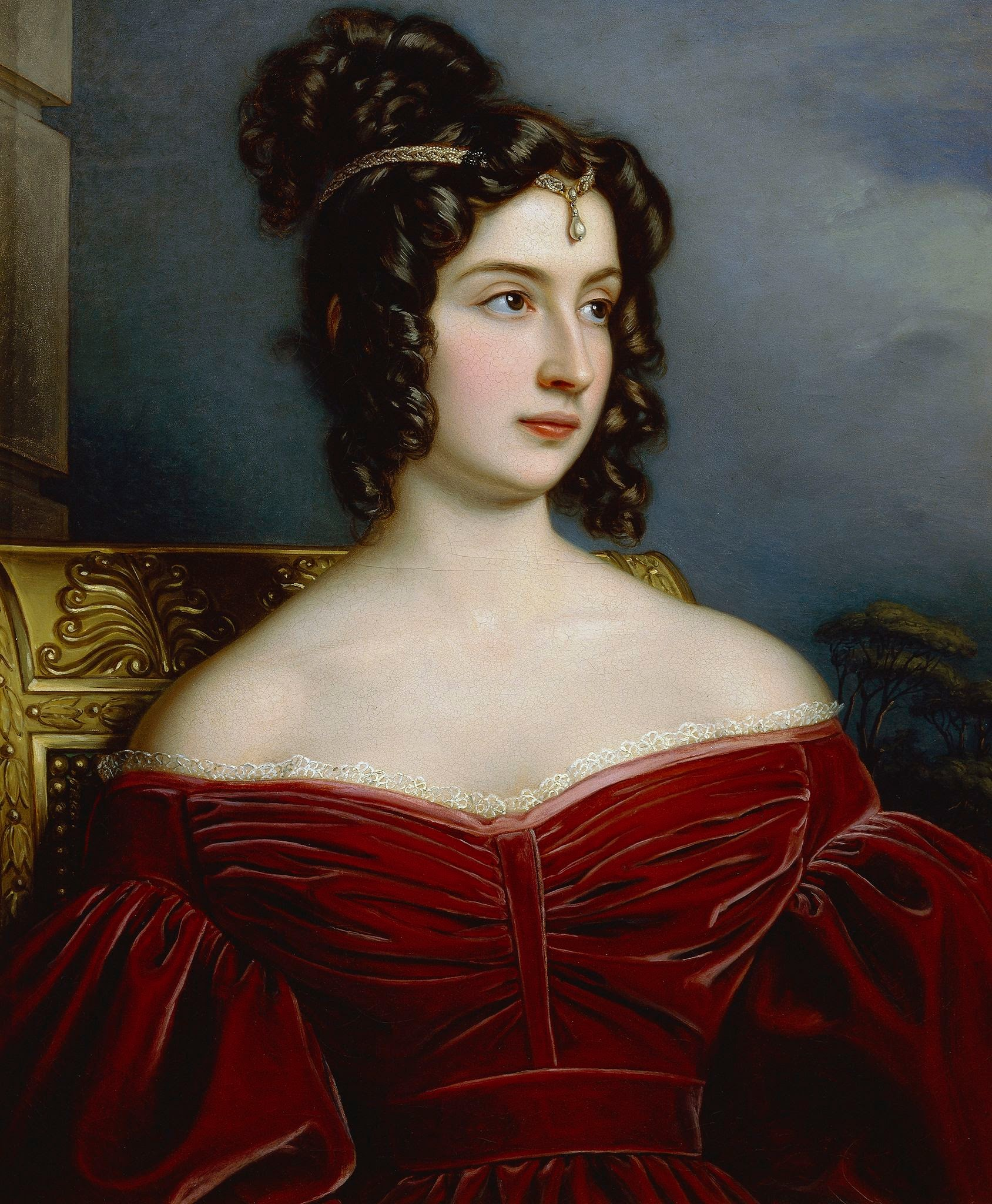
Marianna Bacinetti, marquise Florenzi di Rasina (1802-1870)
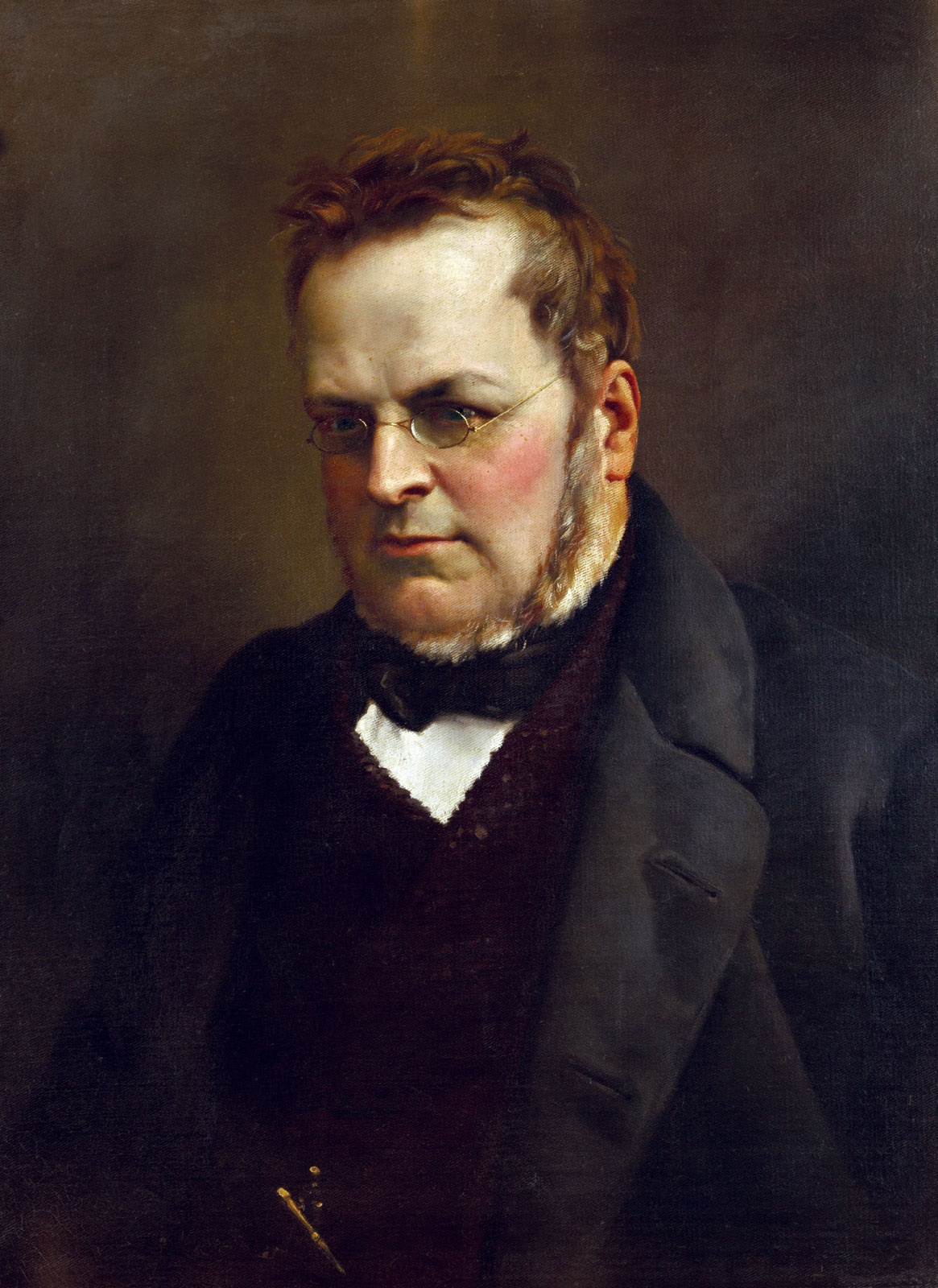
Camillo Benso, comte de Cavour (1810-1861)
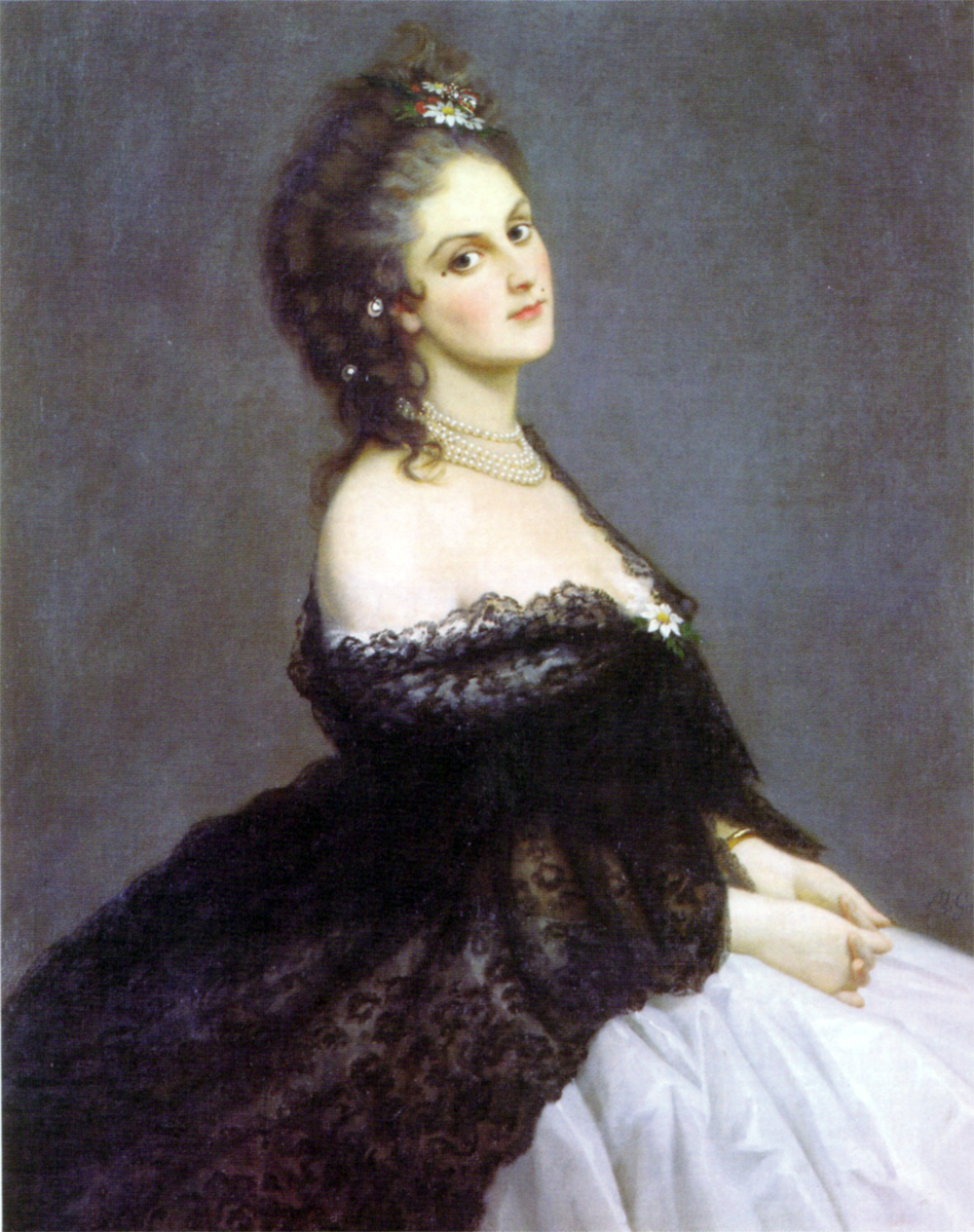
Virginia Oldoïni, comtesse de Castiglione (1837-1899)
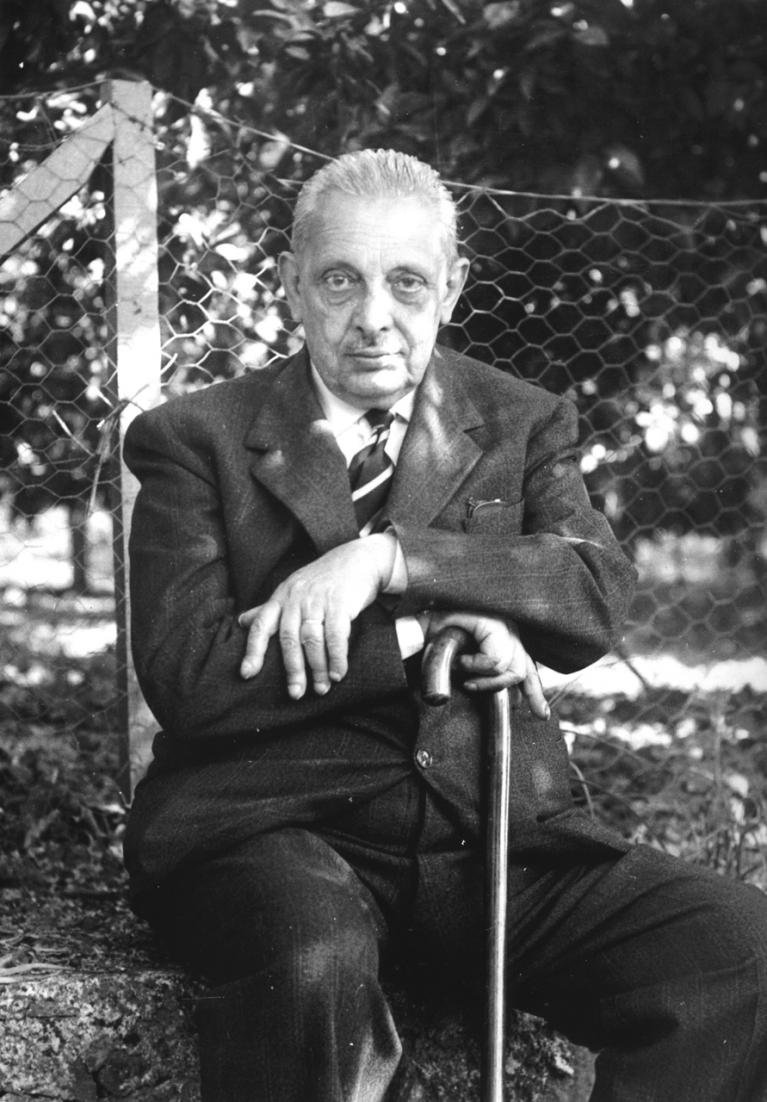
Le prince Giuseppe Tomasi di Lampedusa (1896-1957)
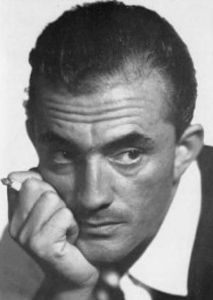
Luchino Visconti di Modrone, comte de Lonate Pozzolo (1906-1976)